# Mesoleuca casta
Mesoleuca casta är en fjärilsart som beskrevs av Butler 1878. Mesoleuca casta ingår i släktet Mesoleuca och familjen mätare. Inga underarter finns listade i Catalogue of Life.